# Inwonersbelangen
Inwonersbelangen is een Nederlandse lokale politieke partij in de gemeente Woerden.

## Geschiedenis
Inwonersbelangen werd opgericht in de voormalige gemeente Harmelen in 1993 als belangenvereniging voor de teruggaaf van CAI-gelden en tegen de verplaatsing van 125 ha glastuinbouw van Vleuten-De Meern naar Harmelen en deed in 1994 voor het eerst mee aan de gemeenteraadsverkiezingen. De partij werd bekend onder de naam Lijst 4 en behaalde ook de grootste verkiezingswinst van 0 naar 5 zetels en was daardoor meteen de grootste fractie in de Harmelense gemeenteraad. In 1998 werden twee raadszetels verloren. Bij de herindelingsverkiezingen van Harmelen bij Woerden werden twee zetels behaald.

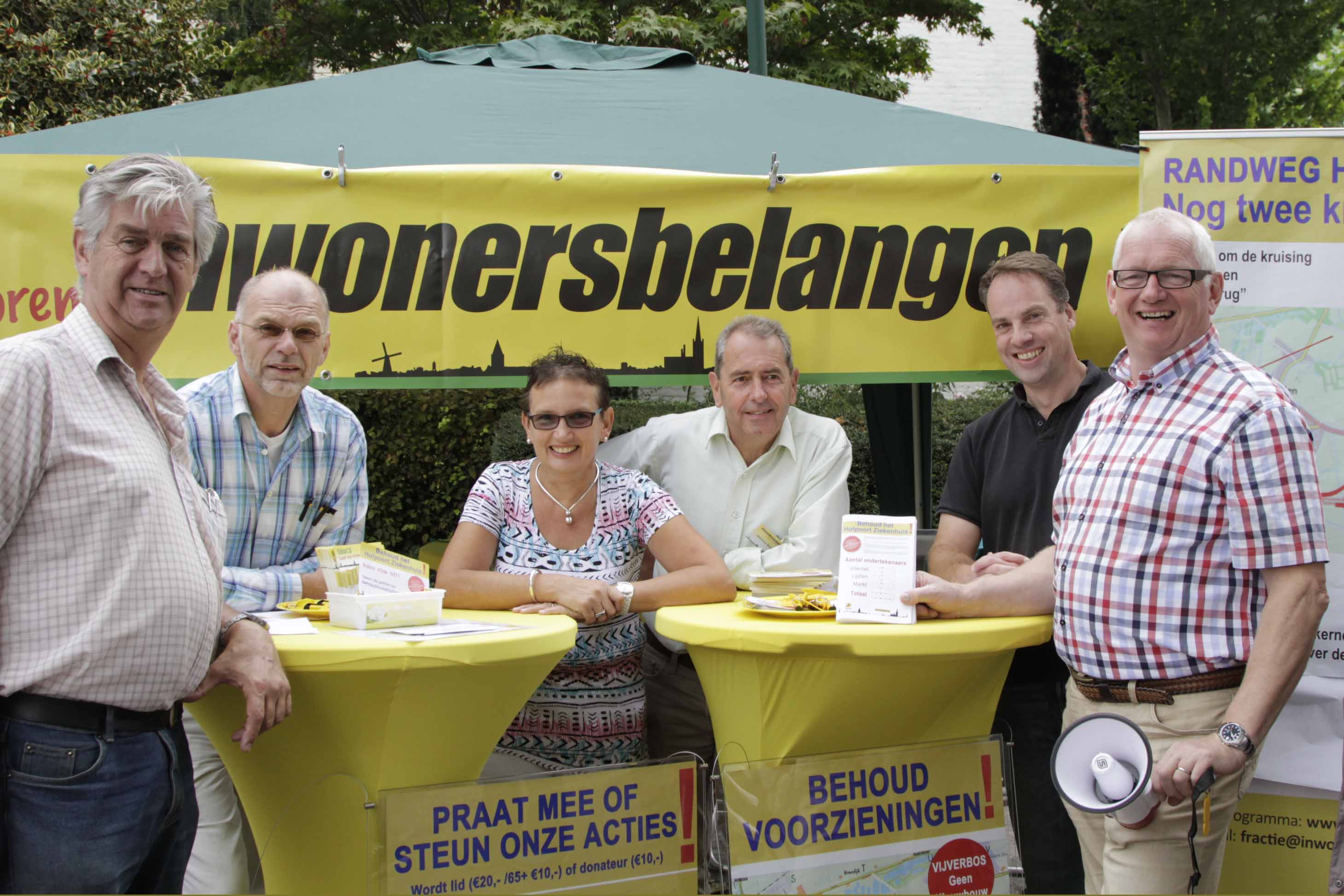
Inwonersbelangen in 2014

Bij de raadsverkiezingen van 2006 verdubbelde Inwonersbelangen het aantal zetels van 2 naar 4. Bij dezelfde verkiezingen verdween de andere lokale partij Woerden2006 omdat de kiesdrempel niet werd gehaald. Een voormalig raadslid en een voormalig fractie-assistent van Woerden2006 sloten zich aan bij Inwonersbelangen.
In 2013 is de fractie weggelopen vanwege verschil in koers en taakopvatting zoals de leden ingezet hadden sinds 2011. Tot aan de raadsverkiezingen van 2014 heeft de schaduwfractie het politieke geluid laten horen.
In 2018 viel de verkiezingsuitslag tegen, en behaalde de partij twee zetels. Twee dagen na de verkiezingen was er onenigheid binnen de fractie, en besloot een van de nieuwe raadsleden per direct uit de partij te stappen en haar zetel mee te nemen.

## Verkiezingsresultaten
| Jaartal | Gemeente | Aantal zetels |
| ------- | -------- | ------------- |
| 1994    | Harmelen | 5             |
| 1998    | Harmelen | 3             |
| 2001    | Woerden  | 2             |
| 2006    | Woerden  | 4             |
| 2010    | Woerden  | 5             |
| 2014    | Woerden  | 4             |
| 2018    | Woerden  | 1 (2)         |
| 2022    | Woerden  | 3             |